# Beach Haven West
Beach Haven West – jednostka osadnicza w Stanach Zjednoczonych, w stanie New Jersey, w hrabstwie Ocean.